# Sussan Tahmasebi
Sussan Tahmasebi es una activista iraní defensora de los derechos de las mujeres y premiada por Human Rights Watch por esta labor. Dirige FEMENA, una organización que promueve los derechos y la paz.

## Trayectoria
Tahmasebi fue condenada a dos años de prisión por difundir propaganda contra el gobierno tras unas protestas que tuvieron lugar en junio de 2006. Tahmasebi apeló el juicio y fue puesta en libertad bajo fianza. Ha sido arrestada en diferentes ocasiones junto con otras defensoras de los derechos de las mujeres. Fue tachada de amenaza contra la seguridad nacional, conspiración y desobediencia. Se le impidió viajar entre los años 2006 y 2009.
Es cofundadora de la Campaña Un Millón de Firmas de Irán que exigía un cambio de la ley por ser discriminatoria con las mujeres. También es cofundadora de la International Civil Society Action Network (ICAN).

## Reconocimientos
En 2010 y 2011, Human Rights Watch otorgó a Tahmasebi el Premio Extraordinario de Activismo Alison Des Forges por su labor en la defensa de los derechos de las mujeres.